# 天主教威廉斯塔德教區
天主教威廉斯塔德教區（拉丁語：Dioecesis Gulielmopolitana）是羅馬天主教在昔日荷屬安的列斯一個教區，屬天主教西班牙港總教區。教座位於庫拉索的威廉斯塔德。
1752年設立宗座監牧區，1842年9月20日升為代牧區，1958年4月28日升為教區，直屬教廷。1968年7月29日劃歸西班牙港總教區。
2008年有教友217,851人，佔轄區總人口73.8%。教區下轄卅八個堂區，有卅七名司鐸。現任教區總主教為類思·安多尼·塞科。